# Laon
Laon [lɑ̃] ist eine französische Stadt mit 24.066 Einwohnern (Stand 1. Januar 2022) und Hauptort (Préfecture) des Départements Aisne.
Die historisch bedeutsame Stadt verfügt über viele mittelalterliche Bauwerke, darunter die berühmte Kathedrale von Laon. Mit der befestigten Altstadt auf einem Tafelberg besitzt Laon die größte zusammenhängende unter Denkmalschutz stehende Fläche Frankreichs.

## Lage
Die Stadt Laon liegt im Norden Frankreichs; die etwa 160 bis 175 Meter über Meer und etwa 143 Kilometer (Fahrtstrecke) nordöstlich von Paris bzw. rund 55 Kilometer nordwestlich von Reims gelegene Oberstadt auf einem fast zwei Kilometer langen Kalksteinfelsen überragt die Unterstadt um etwa 100 Meter. Im südöstlichen Gemeindegebiet entspringt der Bach Ardon, der zur Ailette entwässert.

## Geschichte

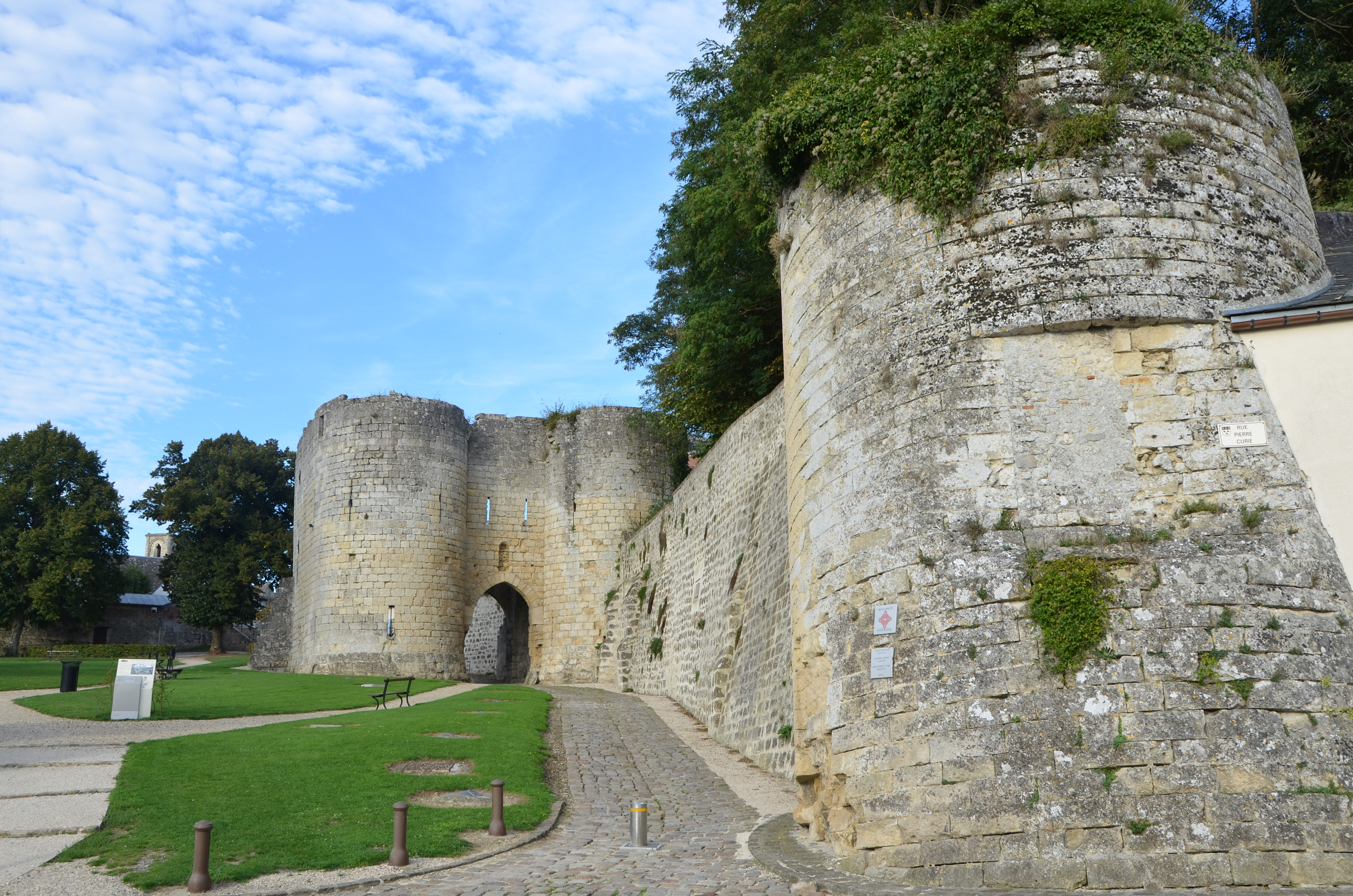
Stadtmauer mit dem Tor Porte de Soissons

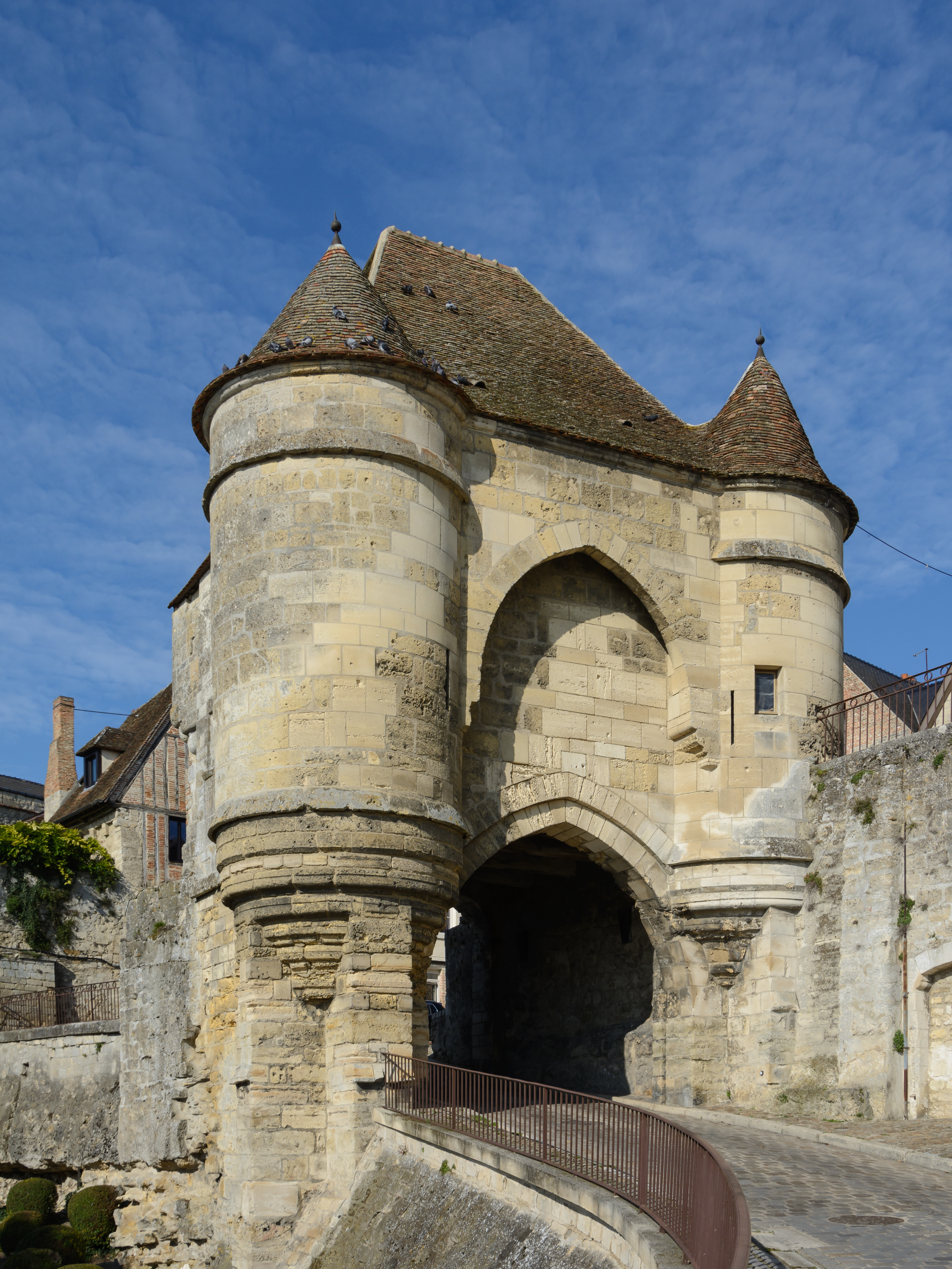
Stadttor Porte d’Ardon

Laon war im 5. Jahrhundert eine gallische Festung, Laudunum oder Lugdunum (ab 581 Lugdunum Clavatum) genannt. Um 500 gründete Bischof Remigius von Reims eine Diözese in Laon. Von da an war Laon eine der wichtigsten Städte des Fränkischen Reichs und häufig umkämpft. Bereits unter den Merowingern gab es eine Grafschaft Laon.
Die Stadt Laon gehörte zuerst zum Reich von Soissons, dann zu Austrasien. 682 wurde sie von Giselmar, Hausmeier von Neustrien, erobert und geplündert. Pippin der Jüngere nahm die Stadt 742 ein, die nun im Besitz der Karolinger blieb. Karl der Kahle beschenkte die Kirche Laons reich. Ein Angriff der Normannen 882 scheiterte.
Im 10. Jahrhundert war Laon Residenz und eine der letzten Besitzungen der karolingischen Könige. Zwar hatte sich Odo von Paris ihrer 892 bemächtigt, doch eroberte sie Karl III. der Einfältige bereits 897 zurück. 920 konnte sich Robert I. vorübergehend Laons bemächtigen. Heribert II. von Vermandois brachte die Stadt 929 an sich. Aber 936 wurde dort Ludwig IV. der Überseeische gekrönt. Als er in die Gefangenschaft Hugos des Großen geriet, musste er Laon 946 an diesen abtreten, doch gelang es ihm 949/950, seine Residenzstadt wiederzugewinnen. Herzog Karl von Niederlothringen setzte sich noch 988, ein Jahr nach der Thronbesteigung Hugo Capets, in den Besitz von Laon und konnte Hugos Truppen abwehren; doch öffnete 991 Bischof Adalbero verräterisch die Tore der Stadt, so dass sie von einer Armee des Kapetingers eingenommen wurde. Dieser verlegte die Hauptstadt nach Paris.
Während der Herrschaft der Kapetinger kam Laon unter die Herrschaft seiner Bischöfe, die weitgehende Befugnisse besaßen. Im frühen 12. Jahrhundert wollten sich die französischen Gemeinden unabhängiger machen. Ein Volksaufstand in Laon brach im Jahre 1112 gegen Bischof Gaudry aus, weil dieser eine in seiner Abwesenheit genehmigte städtische Charta durch Ludwig VI. hatte aufheben lassen und das dem König dafür versprochene Geld auch noch von den Bürgern eintreiben wollte. Im Zuge der Insurrektion kam nicht nur der Bischof ums Leben, sondern auch ein großer Teil der Stadt und deren romanische Kathedrale gingen in Flammen auf. Die Aufständischen suchten daraufhin in der Burg Coucy des Thomas de Marle Schutz. Ludwig VI. eroberte die Burg 1113 und ließ die dorthin Geflüchteten hängen, während von Anhängern des ermordeten Bischofs aufgehetzte Bauern des Umlandes Laon plünderten und weiter verwüsteten.
1128 erhielt Laon eine neue städtische Verfassung, die aber bereits drei Jahre später wieder beseitigt wurde. Ab 1155 begann der Bau der gotischen Kathedrale, die bereits nach 80 Jahren fertiggestellt war. 1174 erhoben sich die Bürger ein weiteres Mal gegen ihren Bischof, wurden dabei von König Ludwig VII. unterstützt und erhielten ihre Charta zurück, doch schaffte Philipp II. August bereits 1188 ihre Privilegien wiederum ab. Diese traten noch einmal 1239 in Kraft, ehe Philipp VI. die Kommune 1331 definitiv aufhob.
Während des Hundertjährigen Kriegs musste sich Laon 1411 Johann Ohnefurcht ergeben, vertrieb drei Jahre später die burgundische Garnison, wurde aber 1418 zurückerobert. Philipp der Gute übergab es den Engländern. Nach der Krönung und Salbung Karls VII. gelang den Franzosen 1429 die Wiedergewinnung Laons. Im späten 16. Jahrhundert schloss sich Laon der Heiligen Liga an, und König Heinrich IV. konnte die Stadt erst 1594 einnehmen.
Während der Französischen Revolution wurde 1790 das Bistum Laon aufgehoben. In der Schlacht bei Laon am 9. und 10. März 1814 wurden die französischen Truppen Napoleons von den Preußen unter Blücher geschlagen und zum Rückzug gezwungen. Nach der Schlacht von Waterloo versuchte sich die besiegte französische Armee 1815 vergeblich in Laon neu zu formieren; die Stadt ergab sich Blücher nach 15-tägiger Belagerung. Im Deutsch-Französischen Krieg 1870–1871 musste sich Laon am 9. September 1870 der 6. preußischen Kavallerie-Division ergeben. Beim Einzug der deutschen Truppen sprengte ein französischer Unteroffizier das Pulvermagazin der Zitadelle in die Luft, wodurch 70 Mann des 4. preußischen Jägerbataillons und 500 französische Mobilgardisten verwundet oder getötet und große Verwüstungen angerichtet wurden; so kam es etwa zur Beschädigung der Kathedrale und des alten Bischofspalasts.
Im Ersten Weltkrieg war Laon von 1914 bis 1918 Sitz der deutschen Militärkommandantur, als die Frontlinie am Chemin des Dames verlief. Die deutsche Kriegspropaganda nannte ein französisches, auf einer Lokomotive befestigtes Flachbahngeschütz den „Mörder der Bürger von Laon“. Die Kriegsgefangenen wurden in der Zitadelle der Stadt untergebracht.
Im Zweiten Weltkrieg waren auf den Flugplätzen um Laon starke Luftwaffen-Einheiten der deutschen Wehrmacht konzentriert.

### Bevölkerungsentwicklung
| Jahr                       | 1962   | 1968   | 1975   | 1982   | 1990   | 1999   | 2011   | 2022   |
| -------------------------- | ------ | ------ | ------ | ------ | ------ | ------ | ------ | ------ |
| Einwohner                  | 25.078 | 26.316 | 27.914 | 26.682 | 26.490 | 26.265 | 25.745 | 24.066 |
| Quellen: Cassini und INSEE |        |        |        |        |        |        |        |        |

## Wirtschaft und Infrastruktur

### Wirtschaft
Das Umland von Laon ist seit Jahrhunderten landwirtschaftlich geprägt, wobei die Viehzucht inzwischen kaum noch eine Rolle spielt. Die Stadt selbst diente als Marktort sowie als Handwerks- und Geschäftszentrum. Heute befindet sich dort die Industrie- und Handelskammer des Département Aisne; kleinere Gewerbebetriebe haben sich nahe der Autoroute A 26 angesiedelt.

### Verkehr

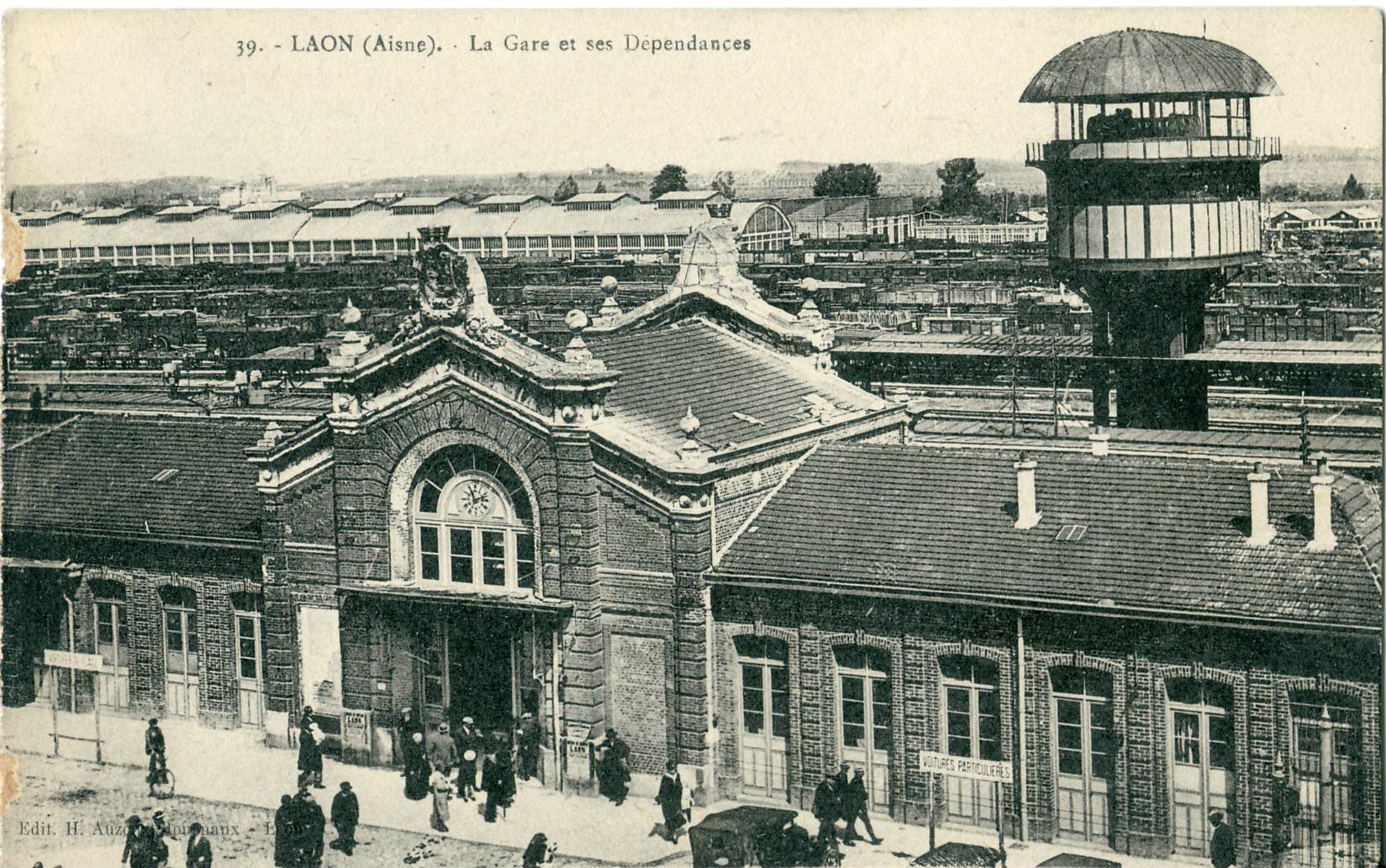
Bahnhof Laon um 1925

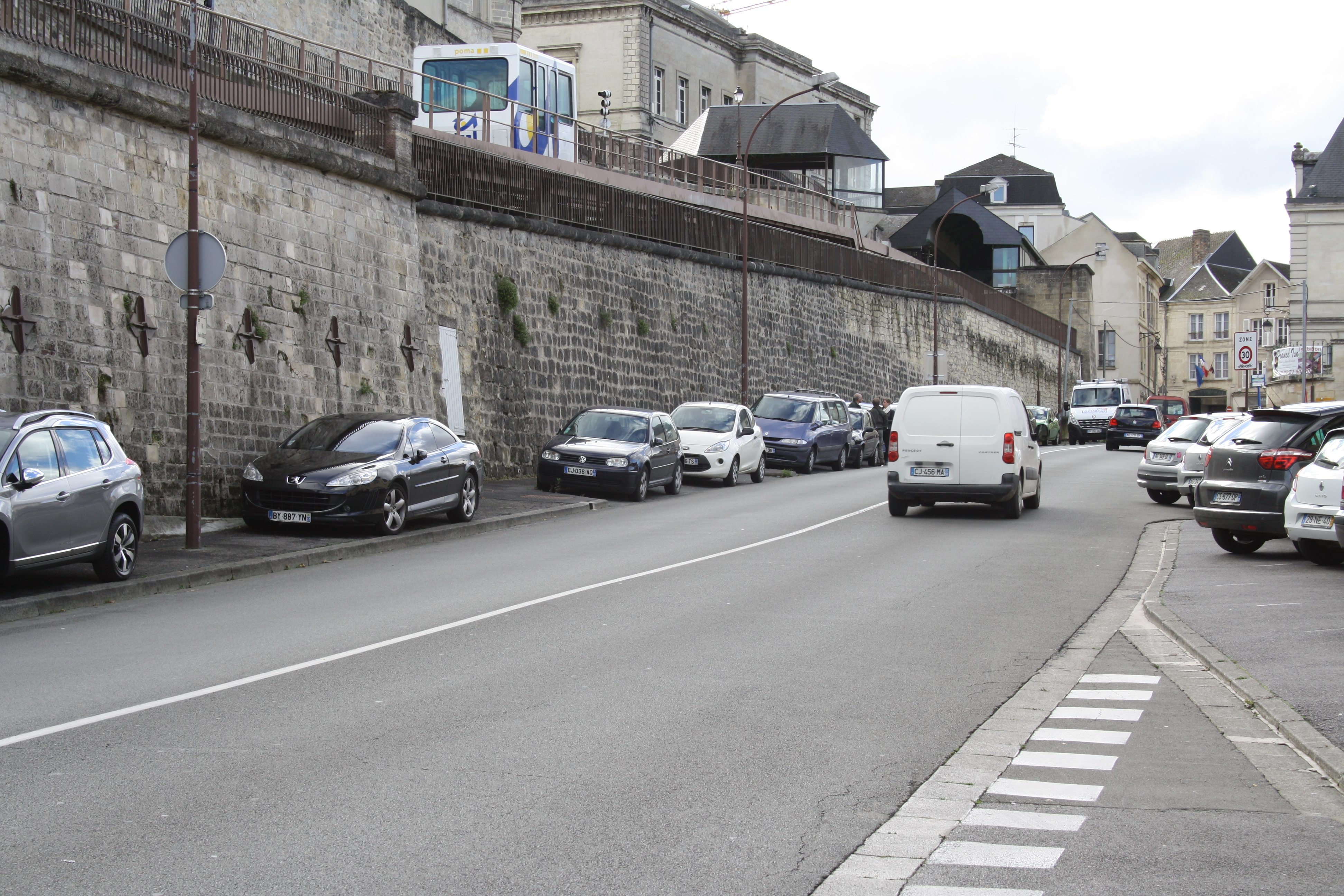
Avenue Gambetta und Bergstation der Kabelbahn Poma 2000 (2014)

Am 18. August 1857 nahm die Compagnie des chemins de fer des Ardennes die Bahnstrecke Reims–Laon in Betrieb. Der heutige Bahnhof Laon wurde am 1. September 1857 als Endpunkt einer Strecke von Paris über Tergnier (an der heutigen Bahnstrecke Amiens–Laon) der Compagnie des chemins de fer du Nord (NORD) eröffnet. Am 3. Januar 1866 erreichte die Bahnstrecke La Plaine–Hirson die Stadt, was den Weg nach Paris um 18 Kilometer verkürzte. Sie wurde am 30. Oktober 1869 bis Vervins in Richtung Hirson verlängert. Im Sommer 1888 kam die Bahnstrecke Laon–Le Cateau und am 3. November jenes Jahres die Bahnstrecke Laon–Liart hinzu. Damit war Laon zu einem bedeutenden Eisenbahnknoten geworden.
Den in der Unterstadt gelegenen Bahnhof verband von 1899 bis 1971 eine Zahnradbahn mit der Altstadt. Von 1989 bis 2016 verkehrte auf weitgehend derselben Trasse die Kabelbahn Poma 2000.

## Sehenswürdigkeiten
Zahlreiche Bauten der Stadt sind als Monuments historiques anerkannt:
- Kathedrale Notre Dame: Die Kathedrale von Laon ist eine der bedeutendsten frühgotischen Kathedralen Frankreichs. Der weitreichende Einfluss ihrer Architektur ist nicht nur in der englischen Gotik nachweisbar, sondern auch am Limburger, Bamberger und Naumburger Dom.
- Ehemaliger Bischofs-, heute Justizpalast neben der Kathedrale
- Das alte Hôtel-Dieu de Laon aus dem 12. Jahrhundert, das älteste erhaltene Hospital Frankreichs[4][5] Neben den Untergeschoss für Pilger und Arme, wurden in den 50 Betten des Hauptsaals im Obergeschoss auch Kranke versorgt (Dem Kapitel von Laon gehörten auch bedeutende Ärzte an).[6]
- Templerkapelle aus dem 12. Jahrhundert
- Klosterkirche St. Martin: Kirche aus dem 12. Jahrhundert und Klostergebäude aus dem 17. und 18. Jahrhundert
- Stadtbefestigung: sieben Kilometer erhaltene Stadtmauer mit den Stadttoren Porte d’Ardon, Porte des Cheminzelles und Porte de Soissons
- Rennstrecke (Eröffnung geplant gegen 2026) auf dem ehemaligen Militärflugplatz Laon-Couvron

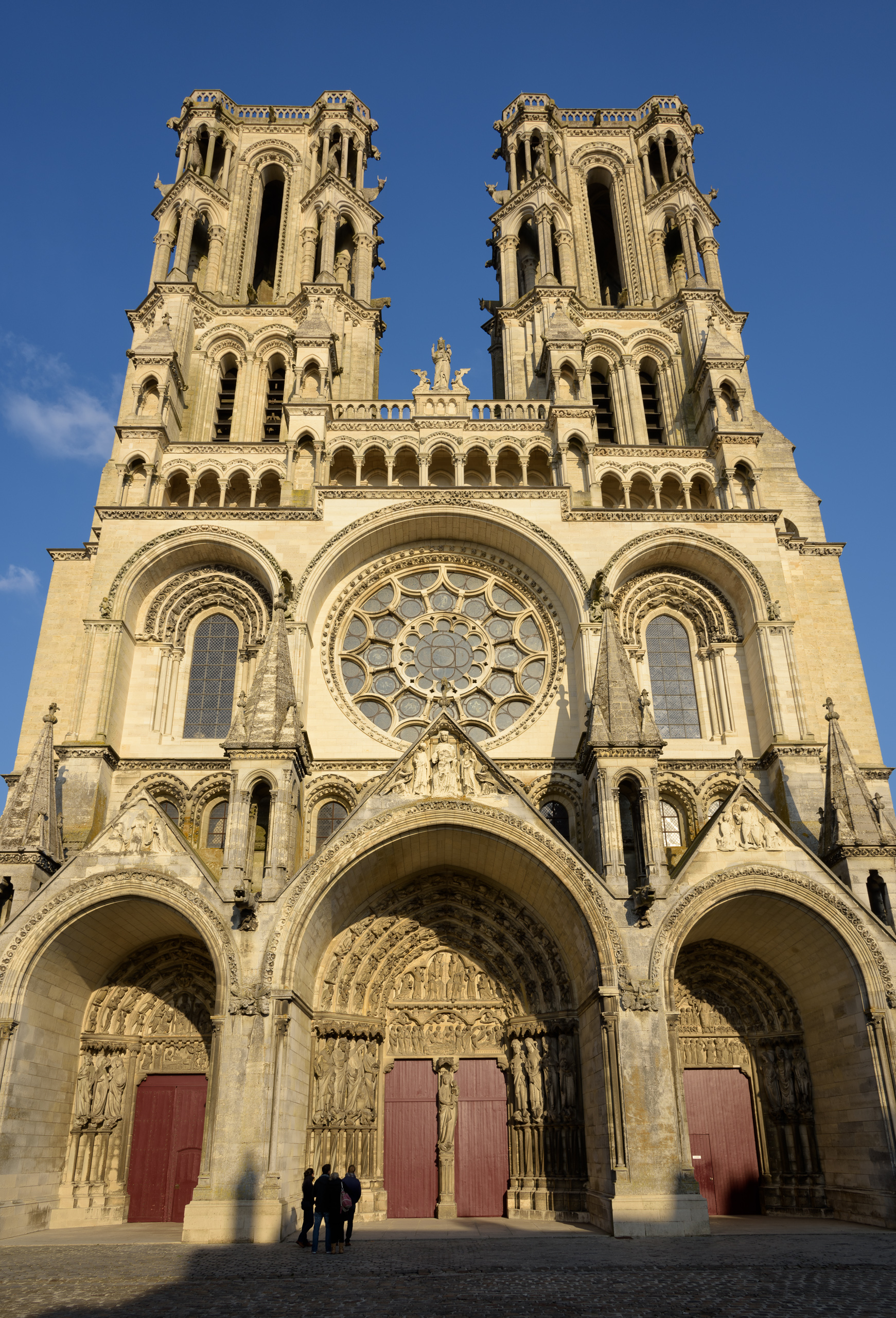
Westfassade der Kathedrale
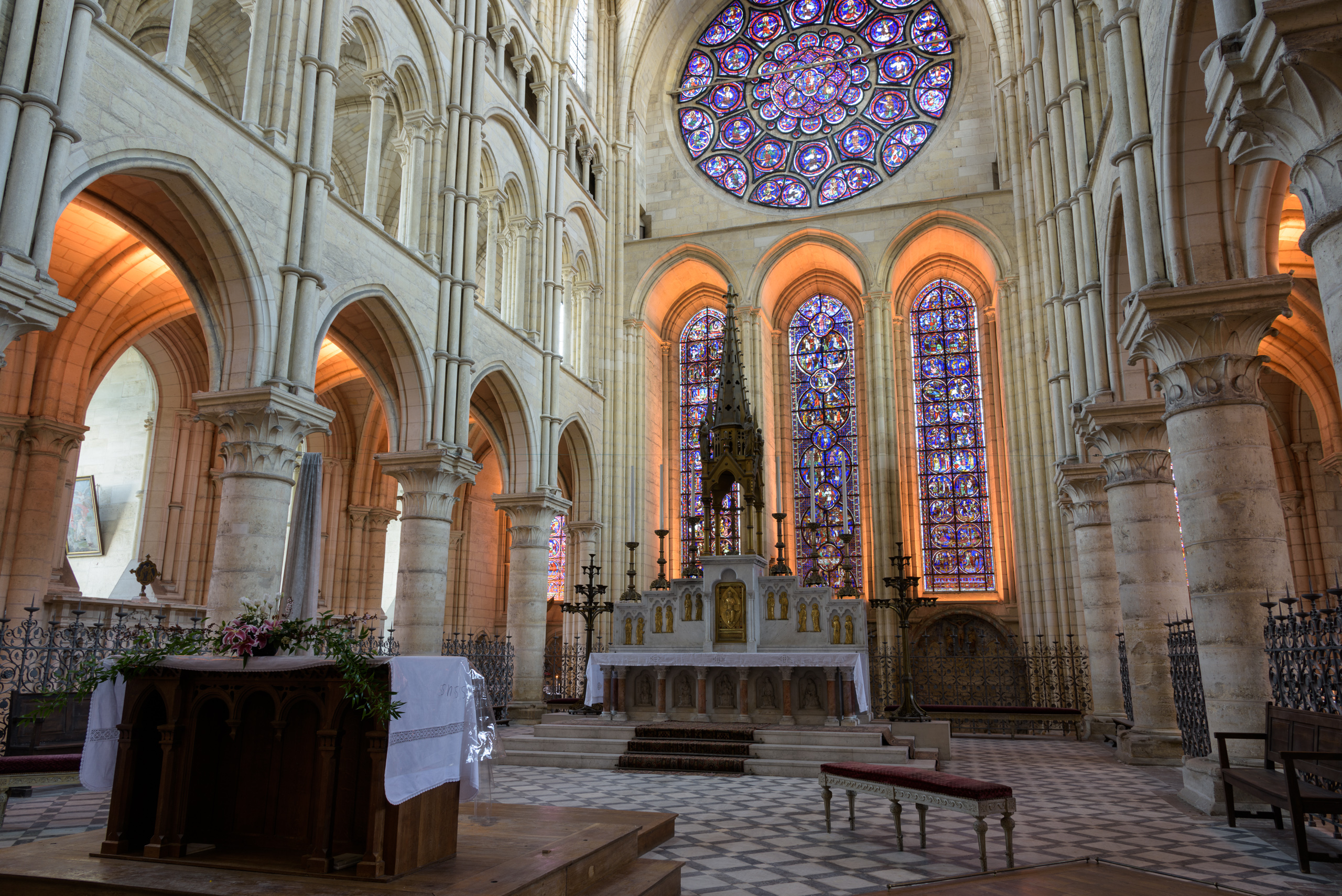
Chor der Kathedrale
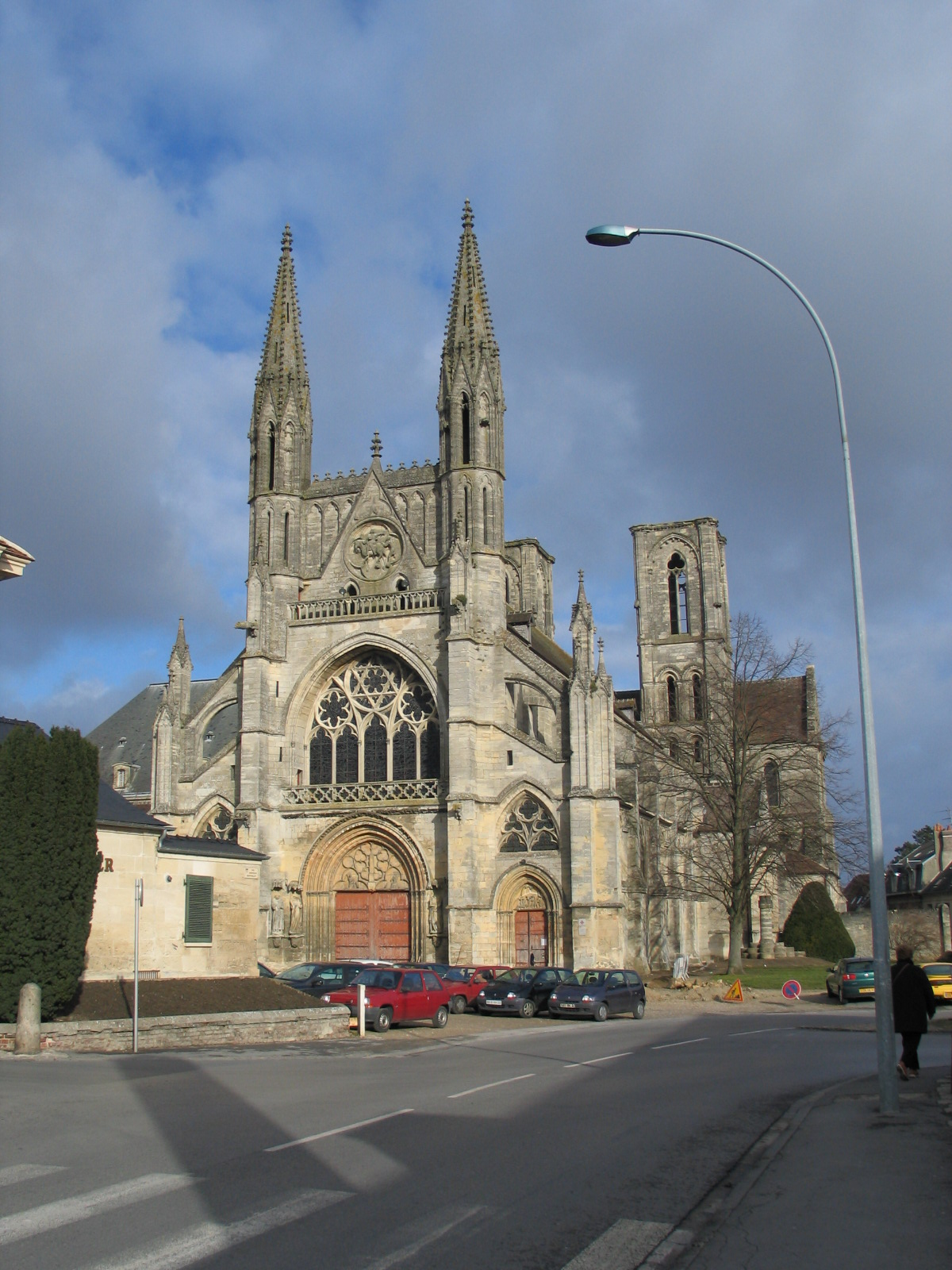
Klosterkirche St. Martin
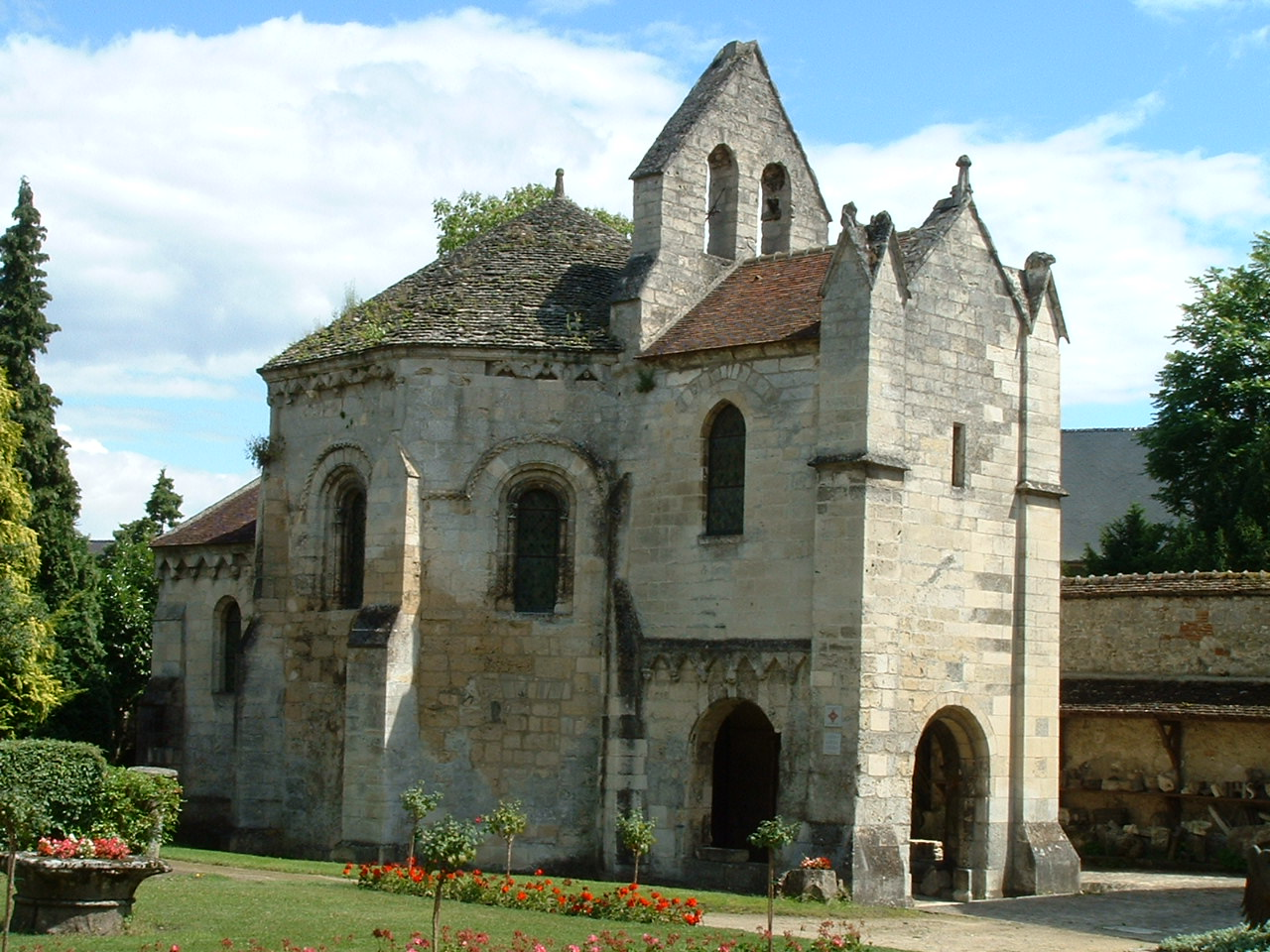
Templerkapelle

### Gedenkstätten
- Deutscher Soldatenfriedhof Laon-Bousson des Ersten Weltkriegs im Süden der Stadt
- Deutsche Kriegsgräberstätte Laon Champ de manœuvre des Ersten Weltkriegs

## Partnerstädte
- Soltau in Deutschland
- Winchester im Vereinigten Königreich

## Persönlichkeiten
- Bertrada die Ältere (um 660–nach 721), die Stifterin der Abtei Prüm
- Bertrada die Jüngere (um 725–783), auch Bertrada von Laon genannt, Enkelin von Bertrada d. Ä., Ehefrau Pippins des Jüngeren und Mutter von Karl dem Großen
- Heribert von Laon, Graf von Laon in der ersten Hälfte des 8. Jahrhunderts
- Adalbero von Laon, (um 947–1030), Bischof von Laon von 977 bis 1030
- die Brüder Antoine Le Nain (1588–1648), Louis Le Nain (1593–1648) und Mathieu Le Nain (1607–1677), Maler
- Nicolas Antoine Le Bègue (1631–1702), Organist, Cembalist und Komponist
- Jacques Marquette (1637–1675), Jesuit und Entdecker des Mississippi River
- Jean Mathieu Philibert Sérurier (1742–1819), Revolutionsgeneral, Marschall und Pair von Frankreich
- Pierre Méchain (1744–1804), Astronom
- Charles François Dulauloy, comte de Randon (1761–1832), Revolutionsgeneral
- Pierre Watier (1770–1846), General
- Henri Labouret (1878–1959), Ethnologe und Administrateur en Chef des Colonies
- Désiré Dondeyne (1921–2015), Komponist und Dirigent
- Raymond Guégan (1921–2007), Radrennfahrer
- Jean-François Chiappe (1931–2001), Historiker und Publizist
- François Bott (1935–2022), Schriftsteller und Literaturkritiker
- Cédric Tourbe (* 1972), Dokumentarfilmer
- Myriam Lignot (* 1975), Synchronschwimmerin